# 호머 터널

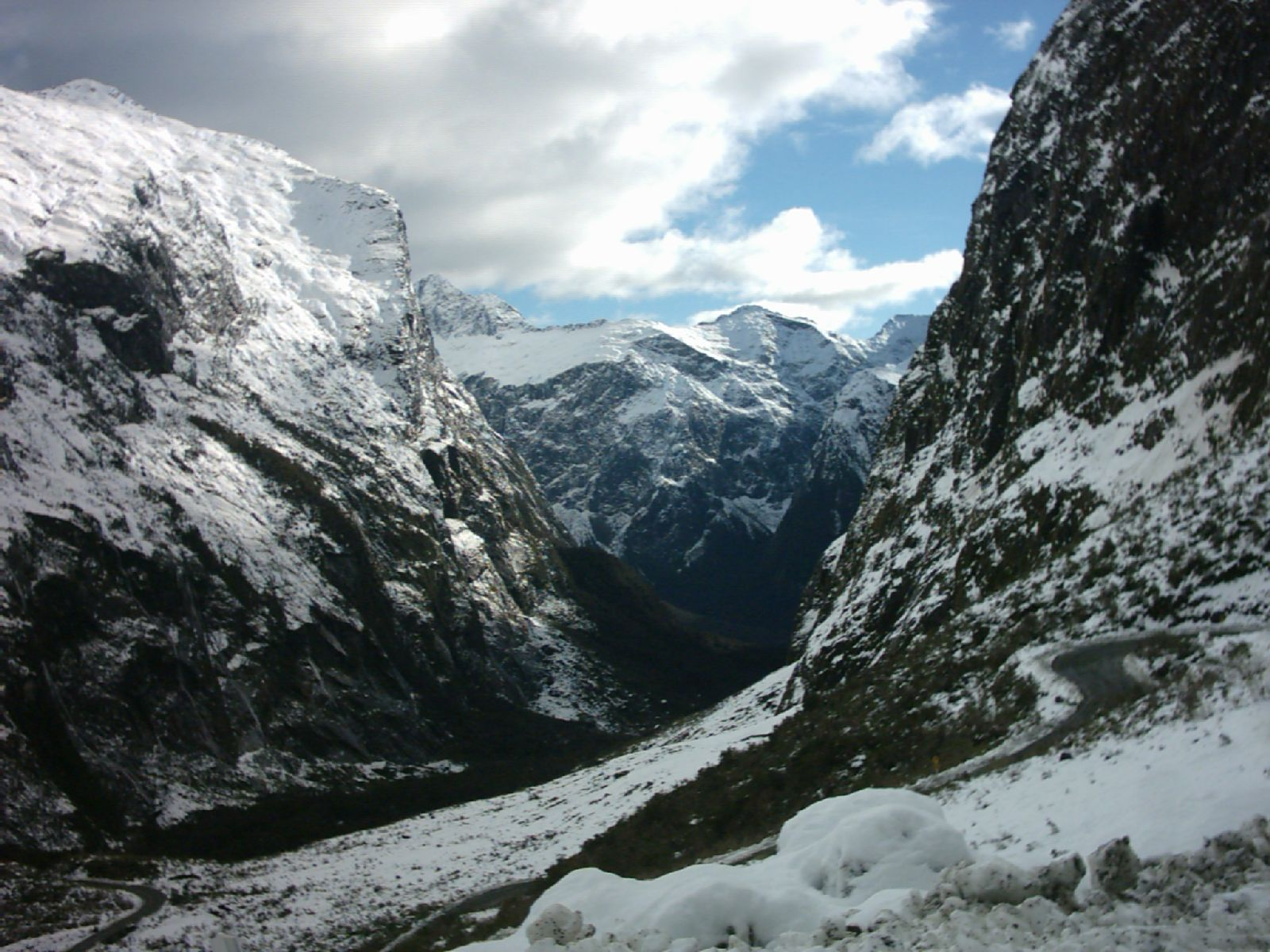
호머터널의 서쪽 출구에서 본 겨울 풍경

호머 터널(Homer Tunnel)은 1954년 개통된 뉴질랜드 남섬 피오르드랜드 지방의  도로 터널이다. 뉴질랜드 94번 국도가 그 터널을 지나가며, 호머 산등성이에 주요 분할자를 뚫음으로써 밀퍼드 사운드와 테아나우 그리고 퀸즈타운을 연결한다. 이것은 동쪽으로 이글링턴(Eglinton) 계곡과 할리퍼드 강(Hollyford River)을 연결하고, 서쪽으로는 클레도(Cleddau)를 연결한다. 이 터널은 직선이며, 원래 1차선 자갈표면이었다. 터널 벽은 안을 대지 않은 화강암으로 남아있다. 동쪽의 출구 끝은 945m 높이에 있다. 길이는 1270m에 약 1:10의 기울기로 서쪽 끝으로 내리막을 달린다. 봉인되고 확장이 될 때까지 이것은 세계에서 가장 긴 자갈표면의 터널 중 하나였다.

## 갤러리

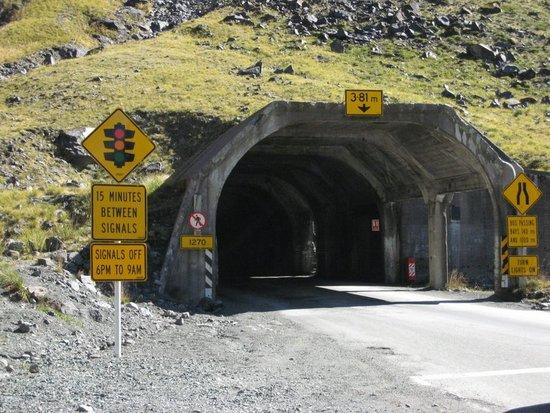
호머터널의 동쪽 출구
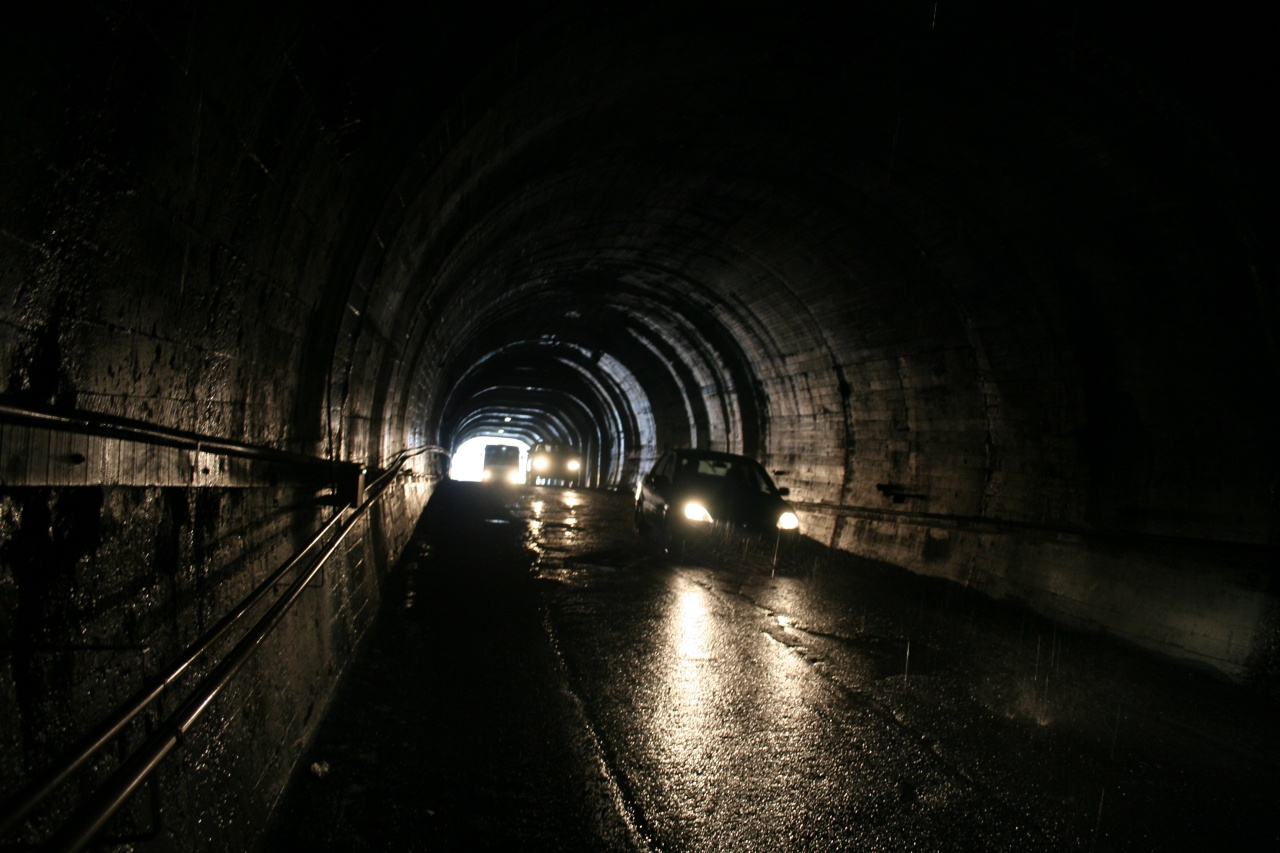
호머터널의 내부